# Boumbala
Boumbala is een plaats in de Centraal-Afrikaanse prefectuur Bamingui-Bangoran.